# Jesús Lugo
Jesús Lugo är en ort i Mexiko.   Den ligger i kommunen Guerrero och delstaten Chihuahua, i den nordvästra delen av landet, 1 300 km nordväst om huvudstaden Mexico City. Jesús Lugo ligger 1 991 meter över havet och antalet invånare är 160.
Terrängen runt Jesús Lugo är huvudsakligen lite kuperad. Jesús Lugo ligger nere i en dal. Runt Jesús Lugo är det mycket glesbefolkat, med 7 invånare per kvadratkilometer. Närmaste större samhälle är Calera, 11,7 km öster om Jesús Lugo. Trakten runt Jesús Lugo består till största delen av jordbruksmark.